# Белка Финлайсона
Белка Финлайсона (лат. Callosciurus finlaysonii) — вид белок из рода прекрасных белок. Обитает в Камбодже, Лаосе, Мьянме, Таиланде и Вьетнаме. Вид встречается в самых разных лесных средах обитания, включая сады и парки в таких городах, как Бангкок.
Включает множество подвидов, очень различных по внешнему виду. Один из них, C. f. bocourti (синоним С. f. floweri), была интродуцирована в Сингапуре и двух регионах Италии, вероятно, в результате популярности этого вида в зоомагазинах. Возможно, что некоторые из белок рода Callosciurus, завезённых в Японию, также являются белками Финлайсона.

## Таксономия и внешний вид
У белки Финлайсона длина тела с головой составляет около 21-22 см, а длина хвоста составляет около 22-24 см.
В настоящее время существует 16 признанных подвидов. Иногда распознаются дополнительные подвиды. Например, некоторые авторитеты признают C. f. floweri, а другие считают его синонимом из С. f. bocourti (как показано в следующем описании цвета). Подвидовое название C. f. boonsongi увековечивает память тайского зоолога и защитника природы доктора Boonsong Lekagul.
Цвет шерсти у этого вида чрезвычайно изменчив, и подвиды часто определяются по этой особенности. Например, C. f. finlaysonii (номинальный) в целом беловатый, C. f. albivexilli, C. f. boonsongi, C. f. germaini и C. f. nox в целом черноватые (первый с белым кончиком хвоста, второй иногда с белой нижней стороной, мордой и лапами), C. f. annellatus в целом рыжий со светлой полосой у основания хвоста, C. f. bocourti беловатый снизу с сильно варьирующей окраской верхней части (беловатый, серый, черноватый, оливково-коричневатый или красноватый), C. f. cinnamomeus целом красноватый с тёмной серединой спины, C. f. ferrugineus красновато-коричневый, C. f. harmandi имеет коричневатый верх, оранжево-красный низ и светло-серый хвост, C. f. menamicus красноватая или оранжевая, часто имеет сероватые ноги и бока, а иногда и белое брюшко, а C. f. sinistralis имеет «седую» верхнюю часть тела, красноватый низ и красноватый хвост со светлой полосой у основания. Неназванные популяции также остаются (например, популяция в центральном Лаосе — блестящая чёрная с красным хвостом и плечевой / грудной областью), и даже внутри описываемых подвидов часто есть некоторые индивидуальные вариации.
Белка Финлайсона может состоять из нескольких видов. C. f. ferrugineus рассматривался как отдельный вид. Генетическое исследование 12 подвидов в Таиланде, в том числе 7 от материка и 5 из островов, обнаружили, что они принадлежали к шести кладам, которые часто были разделены водой (крупные реки на материке и море на острова). Исследование также показало, что мтДНК этого вида по сравнению с близкородственной краснобрюхой белкой не является монофилетическим.

## Поведение
Как и другие белки своего рода, белка Финлайсона обычно обитает в пологе леса, питаясь в основном фруктами. Полевые исследования свидетельствуют о том, что этот вид имеет обычную форму дихроматического цветового зрения млекопитающих, что позволяет ему отличать спелые плоды от незрелых.